# Galoiskohomologi
Inom matematiken är Galoiskohomologi studien av gruppkohomologi av Galoismoduler, det vill säga användning av homologisk algebra till moduler för Galoisgrupper. 

## Historia
Den moderna teorin av Galoiskohomologi började undersökas runt 1950, då det förstods att Galoiskohomologi av ideala klassgrupper inom algebraisk talteori är ett sätt att formulera klasskroppsteori.